# اسلام در بوسنی و هرزگوین
اسلام رایج‌ترین دین در کشور بوسنی و هرزگوین است. در قرن ۱۵ و ۱۶ در نتیجه فتح بوسنی و هرزگوین توسط امپراتوری عثمانی به مردم بومی معرفی شد. مسلمانان بزرگترین جامعه مذهبی در بوسنی و هرزگوین را تشکیل می‌دهند (۵۱٪) دو گروه بزرگ دیگر مسیحیان ارتدکس شرقی (۳۱٪)، که تقریباً همه آنها را صرب معرفی می‌شوند و کاتولیک‌های روم (۱۵٪)، که تقریباً از همه آنها به عنوان کروات نام می‌برند.
تا سال ۱۹۹۳، بوسنیایی‌ها با فرهنگ یا منشأ مسلمان (بدون در نظر گرفتن اعمال مذهبی) توسط مقامات یوگسلاوی به عنوان مسلمان به معنای قومی-ملی تعریف می‌شدند. اقلیت کوچکی از مسلمانان غیر بوسنیایی در بوسنی و هرزگوین شامل آلبانیایی‌ها، رومی‌ها و ترک‌ها وجود دارند.

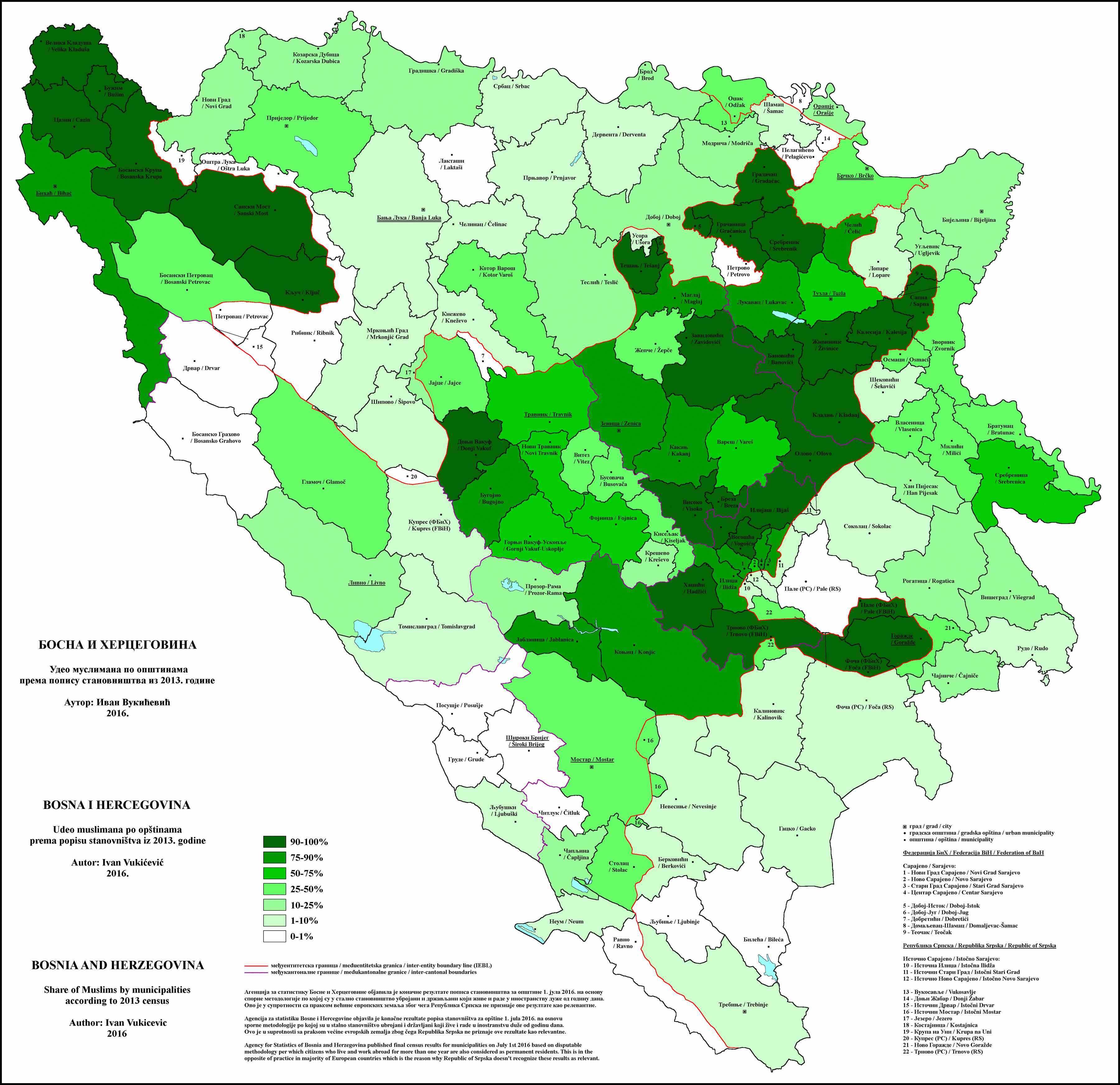
سهم مسلمانان در بوسنی و هرزگوین توسط شهرداری‌ها در سال ۲۰۱۳

اگرچه مردم بوسنی به‌طور سنتی به اسلام اهل سنت مکتب فقهی حنفی وابسته‌اند، اما در یک نظرسنجی در سال ۲۰۱۲ مشخص شد ۵۴٪ از مسلمانان بوسنی و هرزگوین خود را صرفاً مسلمان می‌دانند، در حالی که ۳۸٪ گفتند که آنها مسلمان سنی هستند. همچنین یک جامعه صوفی کوچک وجود دارد که در درجه اول در بوسنی مرکزی واقع شده‌است. جامعه کوچک شیعه مسلمان نیز در بوسنی حضور دارد. تقریباً تمام مجامع مسلمان در بوسنی و هرزگوین از جامعه اسلامی بوسنی و هرزگوین به عنوان سازمان مذهبی خود یاد می‌کنند.
قانون اساسی بوسنی و هرزگوین آزادی مذهب را تضمین می‌کند که به‌طور کلی در سراسر کشور مورد حمایت قرار می‌گیرد.

## تاریخ

### دوران عثمانی
اسلام برای اولین بار در اواسط قرن پانزدهم توسط عثمانی به بالکان وارد شد که در سال ۱۴۶۳ کنترل بیشتر بوسنی را بدست آورد و در دهه ۱۴۸۰ هرزگوین را تصرف کرد. در طول قرن بعد، بوسنیایی‌ها، متشکل از دوگانه‌ها و قبایل اسلاوی که در پادشاهی بوسنی با نام بونجانی زندگی می‌کردند، تحت حکومت عثمانی تعداد زیادی از اسلام را پذیرفتند. در دوران عثمانی نام بونجانی به بوسنیایی فعلی تبدیل شد. در اوایل دهه ۱۶۰۰، تقریباً دو سوم جمعیت بوسنی مسلمان بودند. بوسنی و هرزگوین یک استان در امپراتوری عثمانی باقی ماند و پس از قیام بوسنی در سال ۱۸۳۱ خودمختاری پیدا کرد. تعداد زیادی مسجد در سراسر استان ساخته شده‌است. بیشتر مساجد ساخته شده در دوران عثمانی از ساخت و ساز نسبتاً متوسطی برخوردار بودند و اغلب دارای یک مناره منفرد و نمازخانه مرکزی با چند سرسرای مجاور بودند.

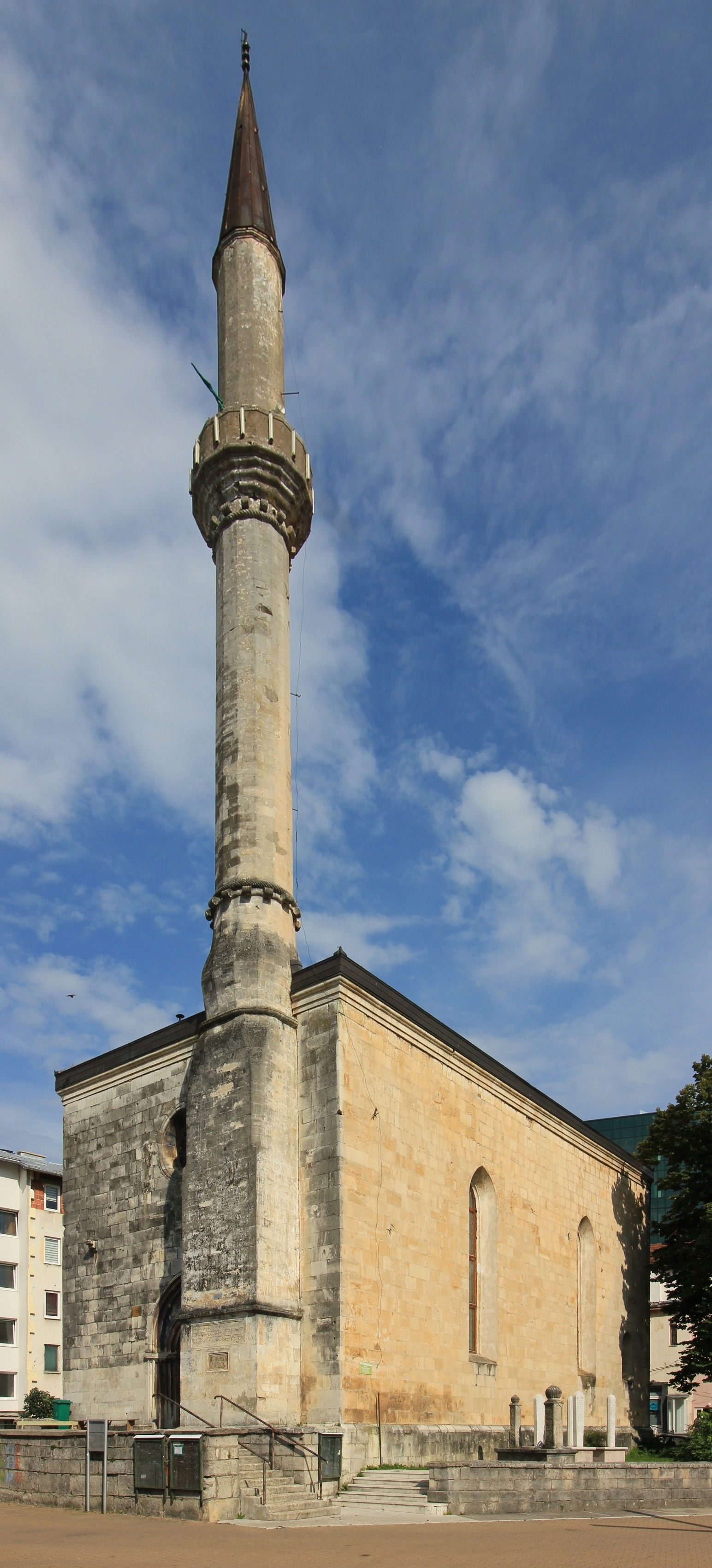
مسجد فتحیا (Bihać) ، کلیسای سابق St. آنتونی ، ۱۲۶۶
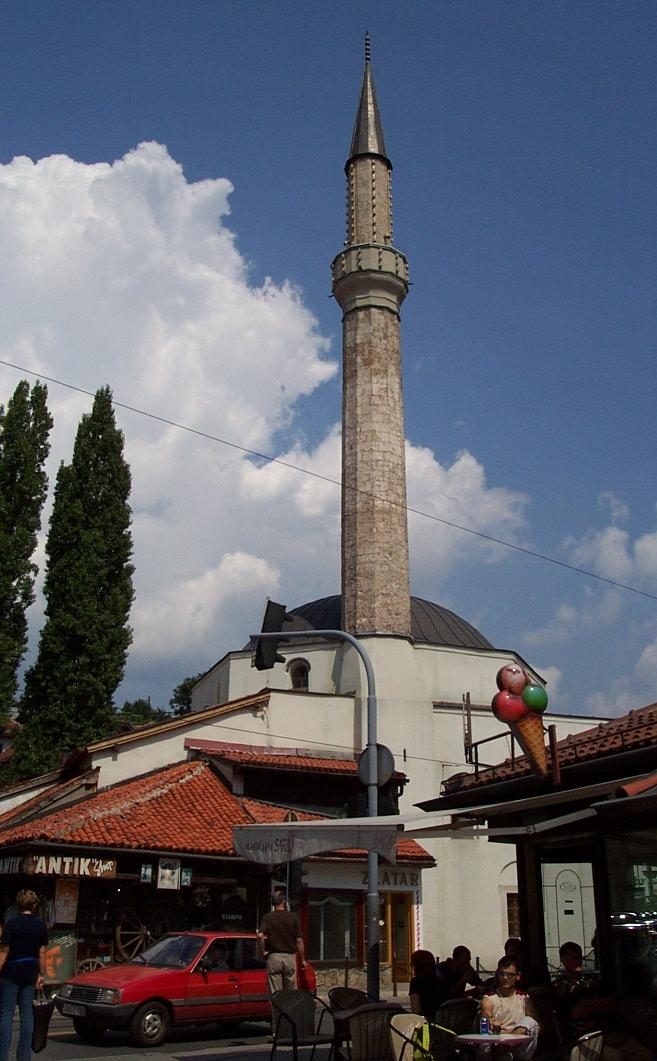
مسجد Muslihudin Čekrekčija , سارایوو ، ۱۵۲۶
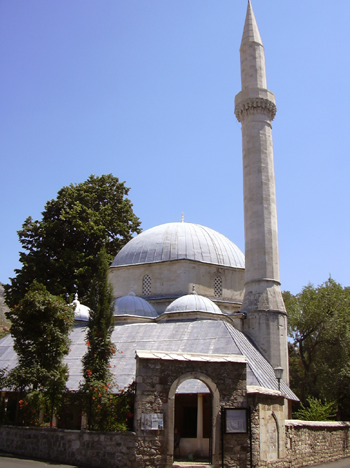
مسجد کارائوز بیگ ، موستار ، ۱۵۵۷
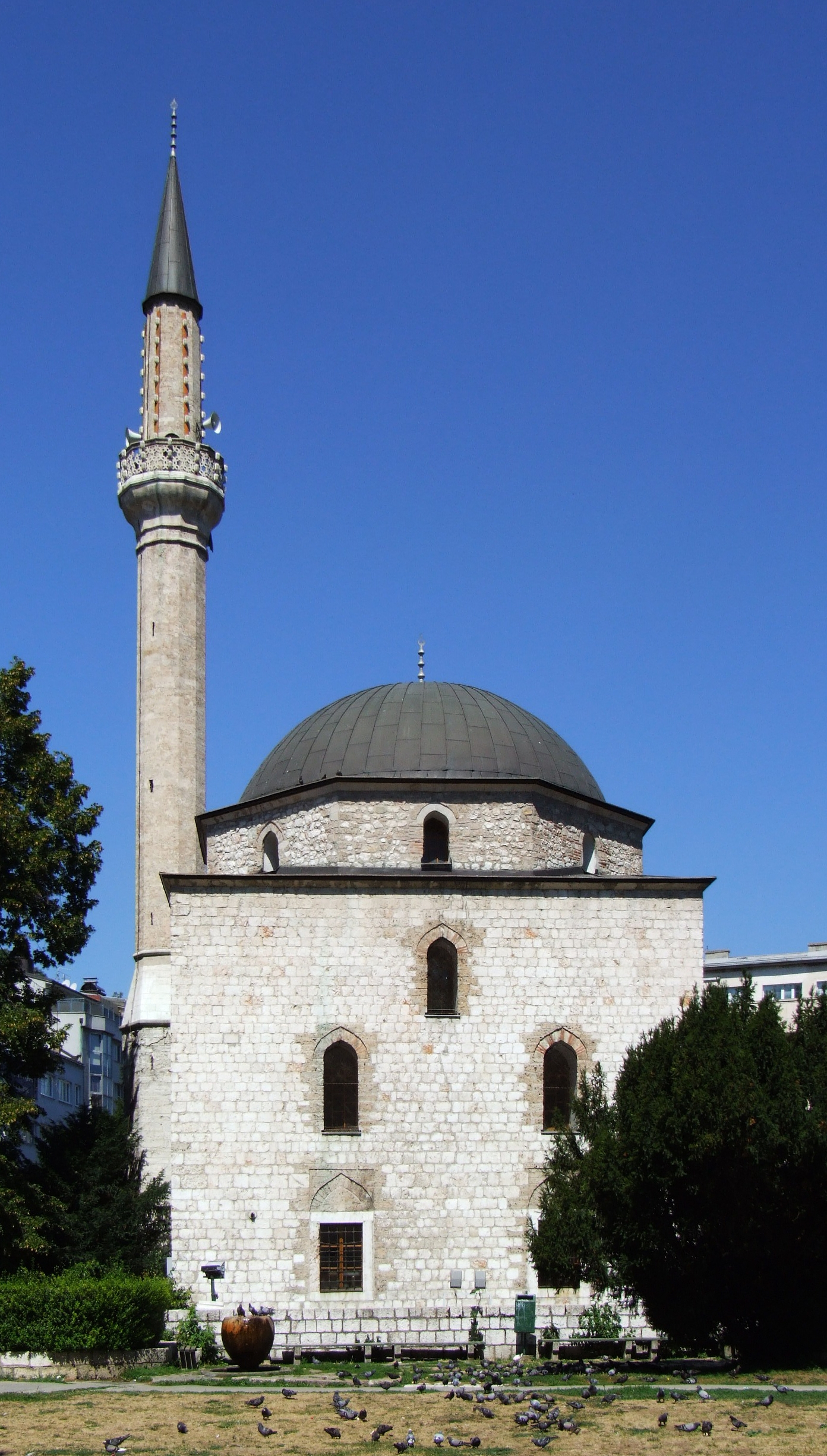
مسجد علی پاشا (سارایوو) ، ۱۵۶۰
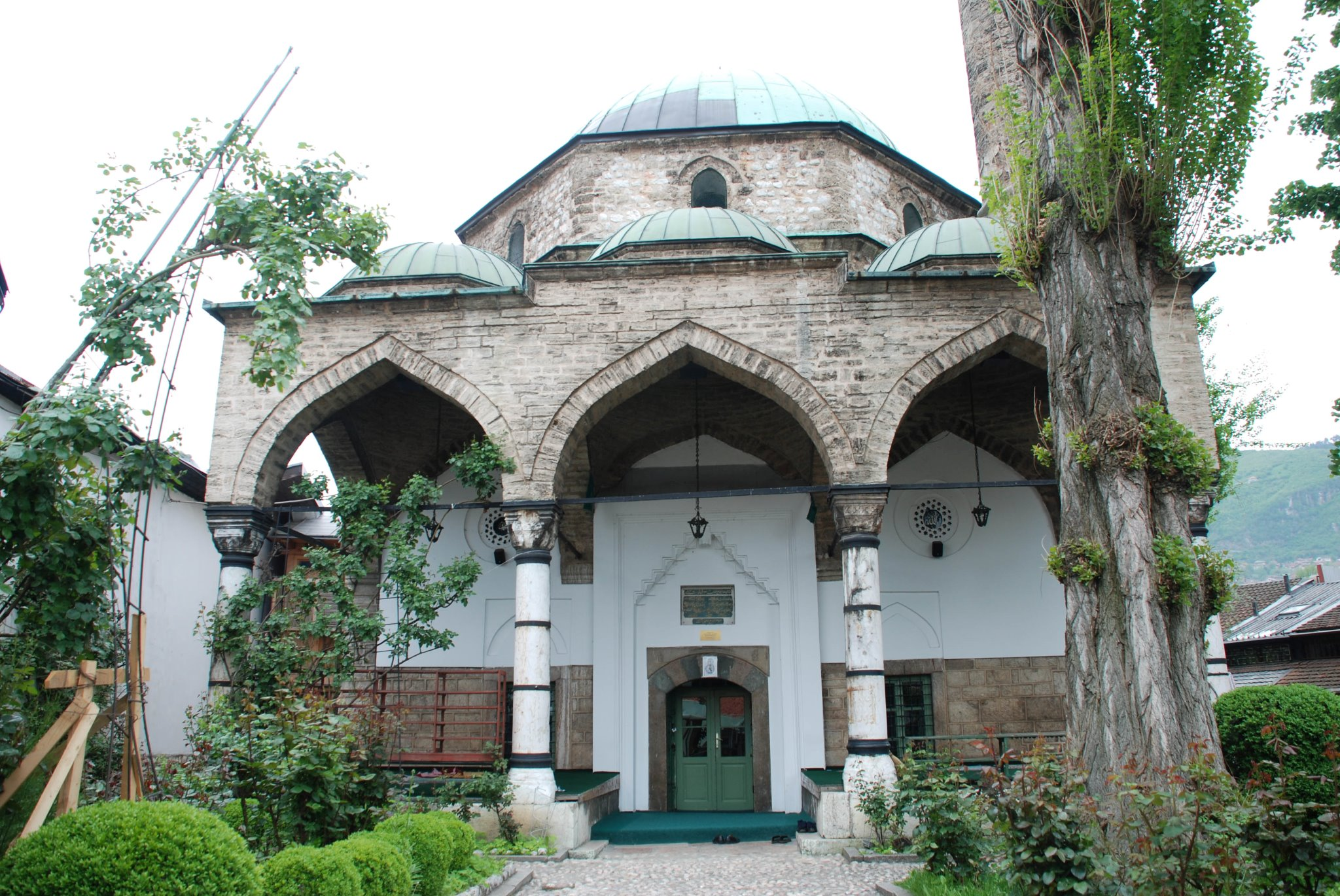
مسجد Baščaršija ، سارایوو ، ۱۵۶۱
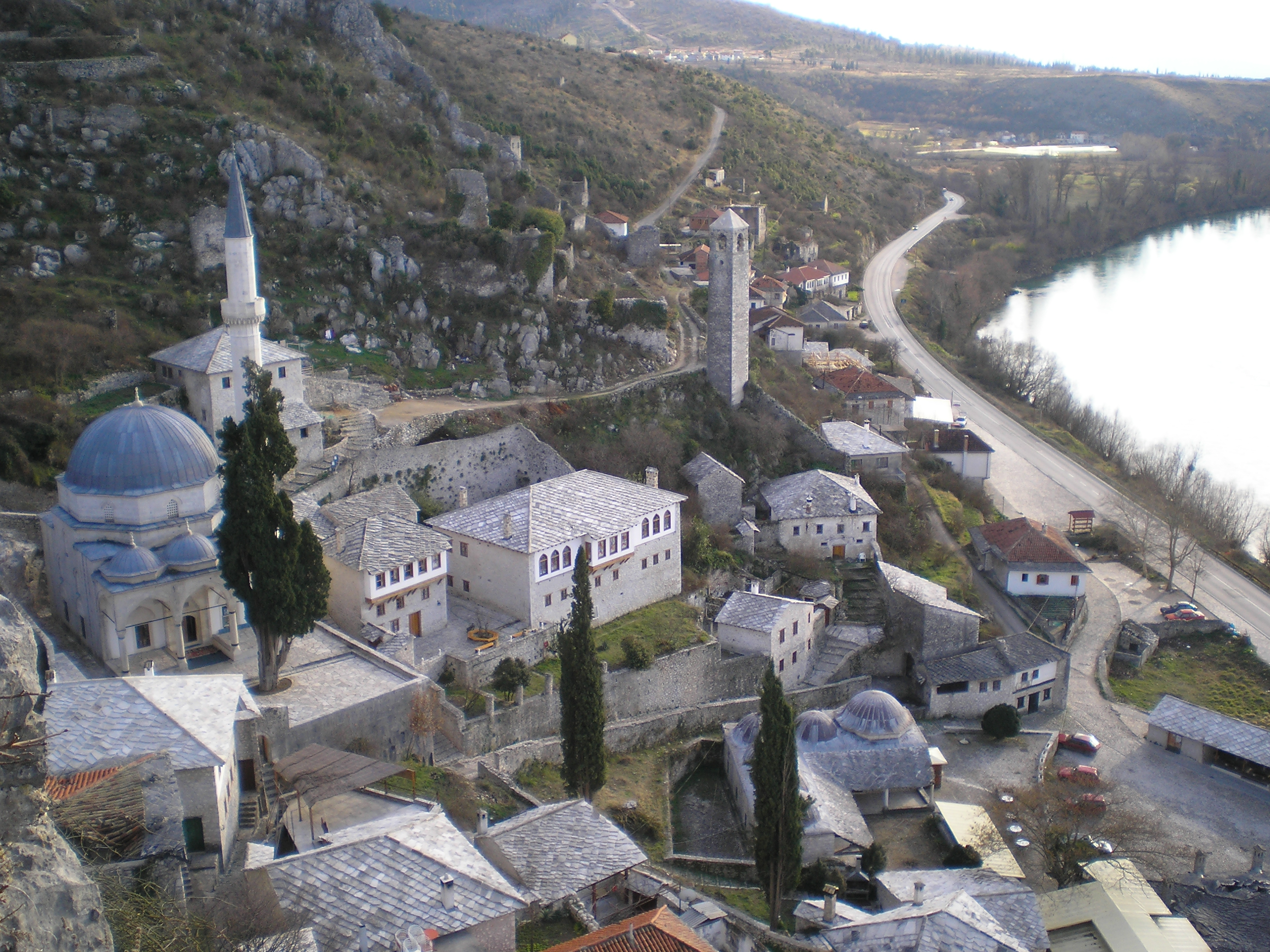
مسجد ، Počitelj , 1561
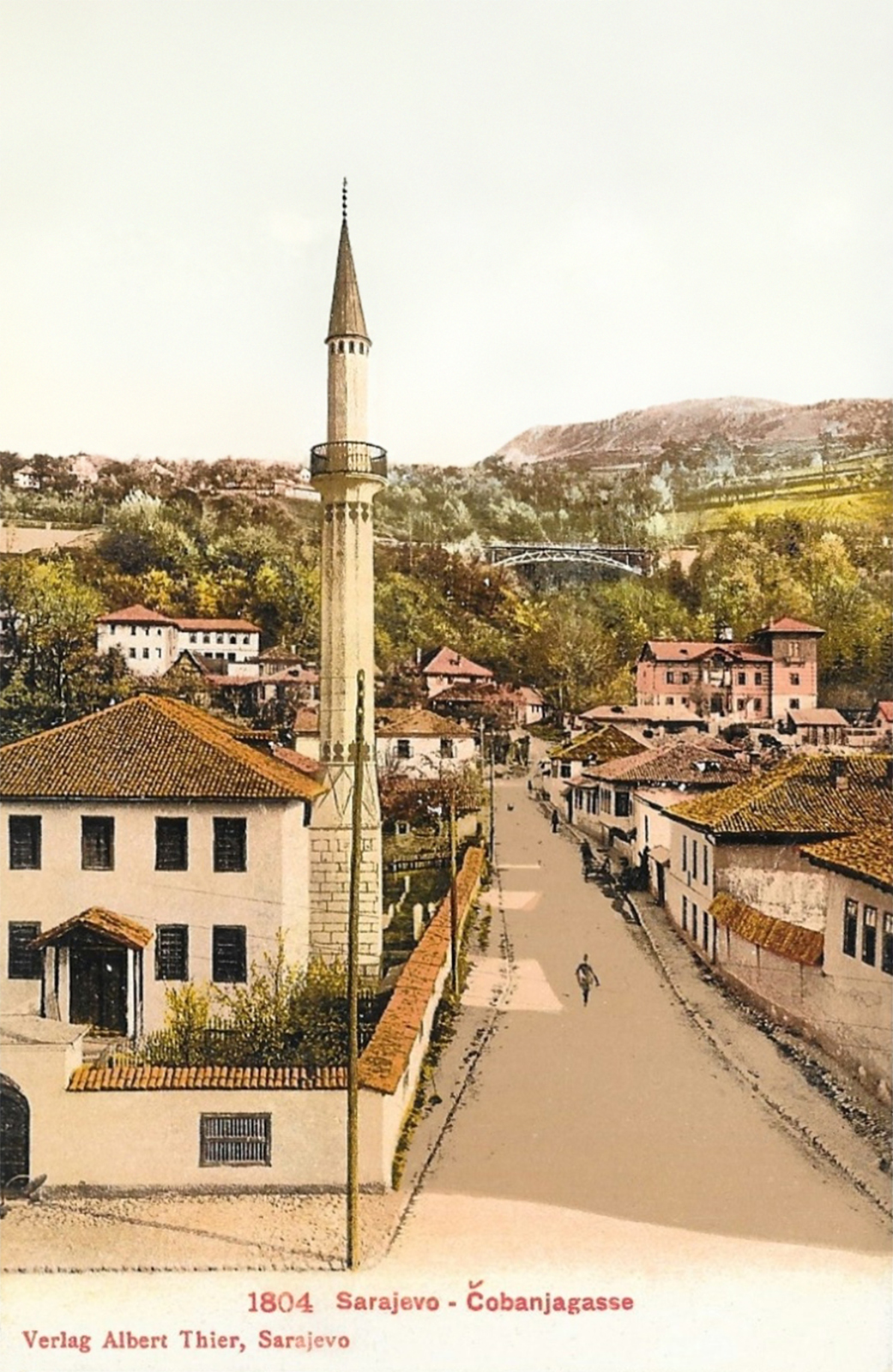
مسجد Čobanija ، قبل از ۱۵۶۵
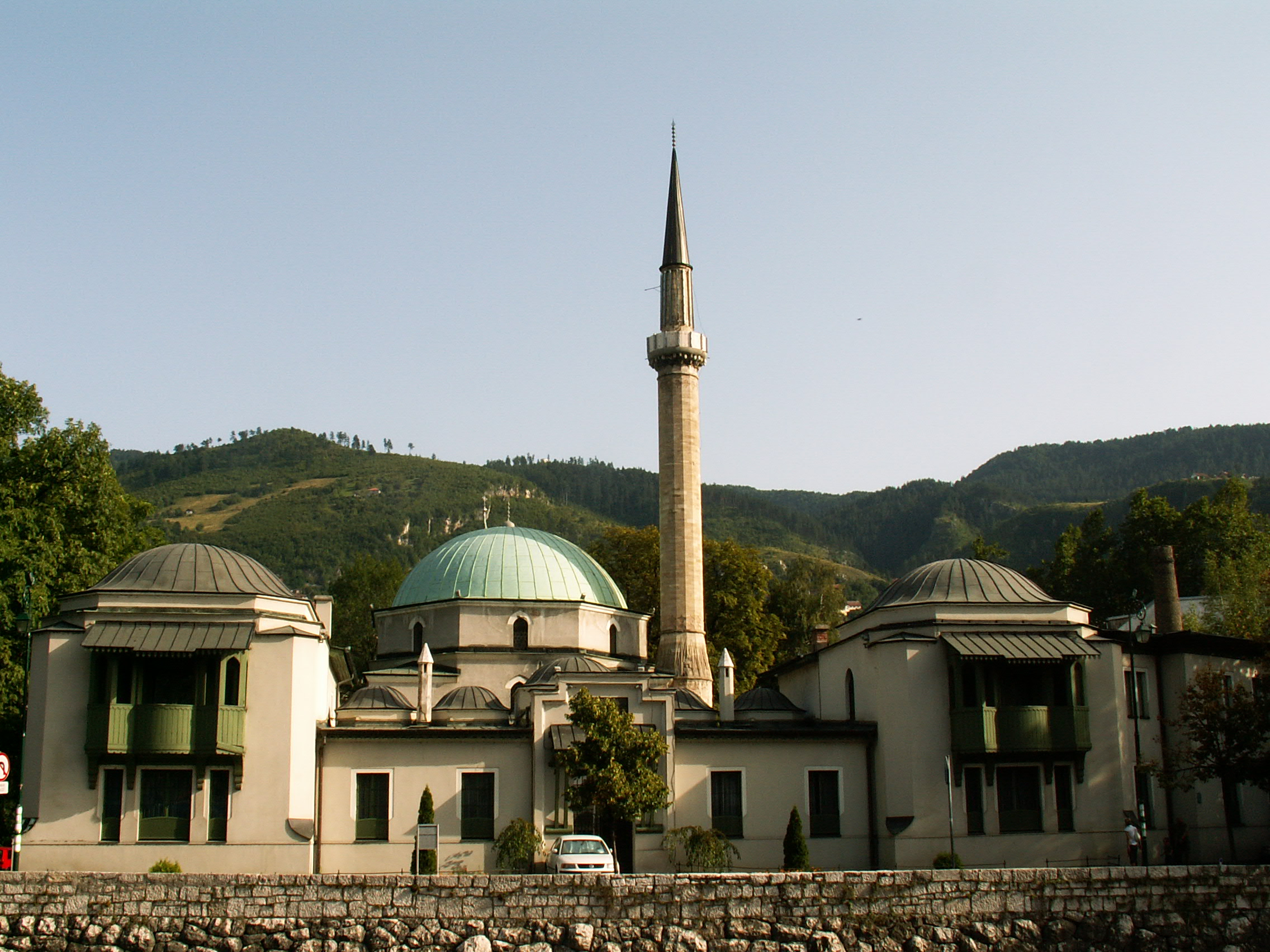
مسجد امپراطور ، سارایوو ، سال ۱۵۶۵ بازسازی شد
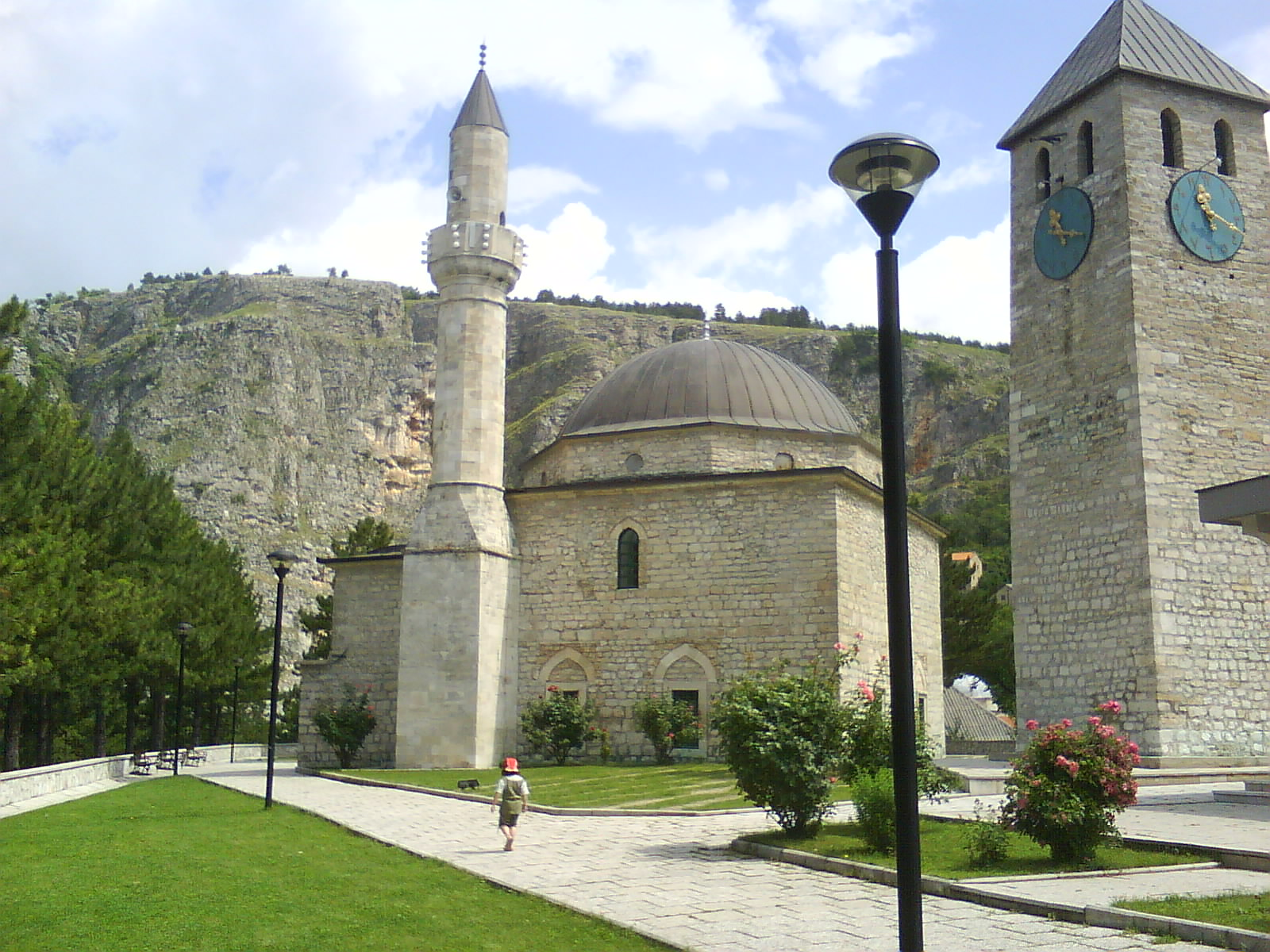
مسجد Hadzi Ahmeta Dukatar است ، لیونو ، ۱۵۷۴
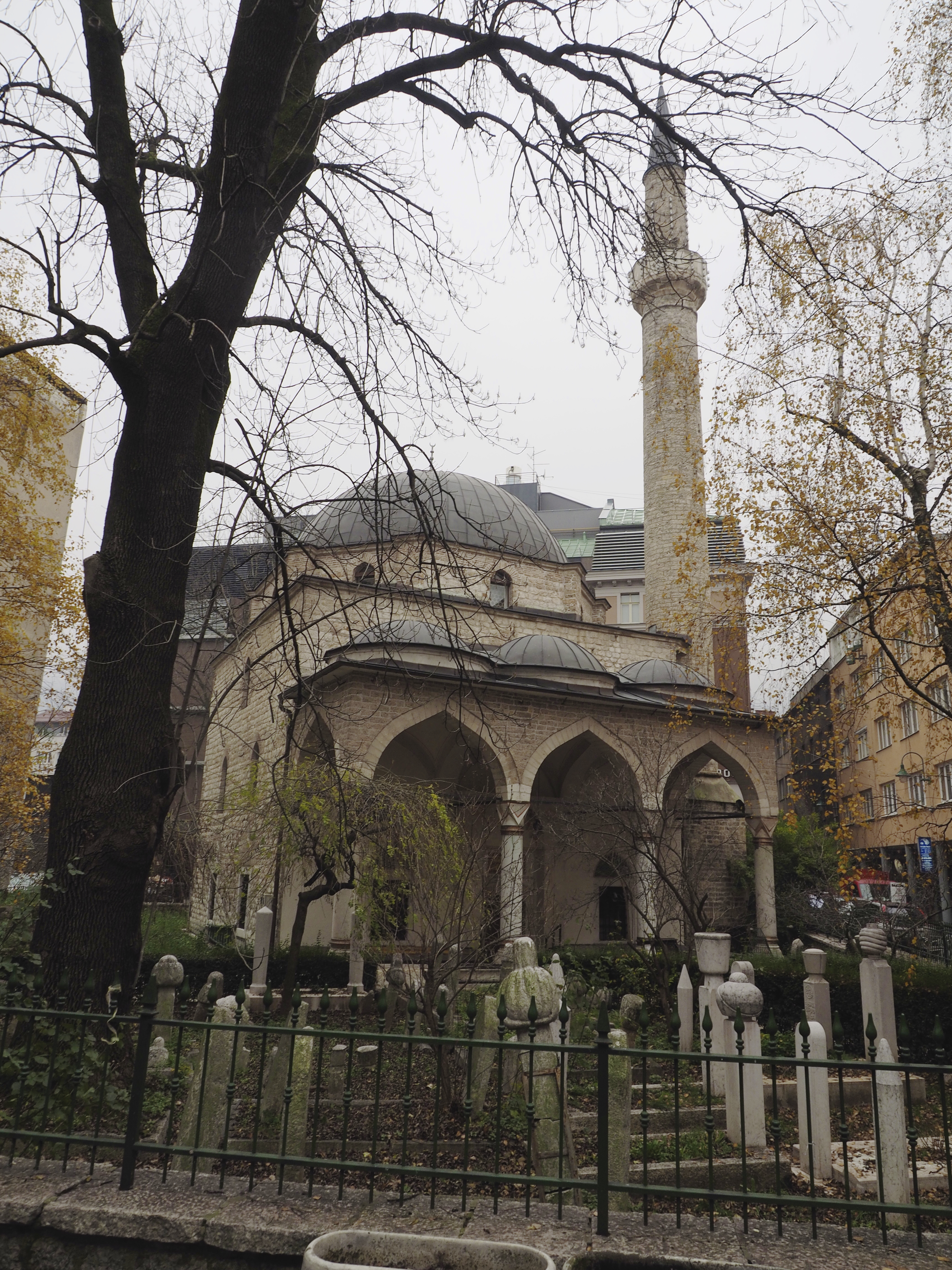
مسجد فرهادیا در سارایوو
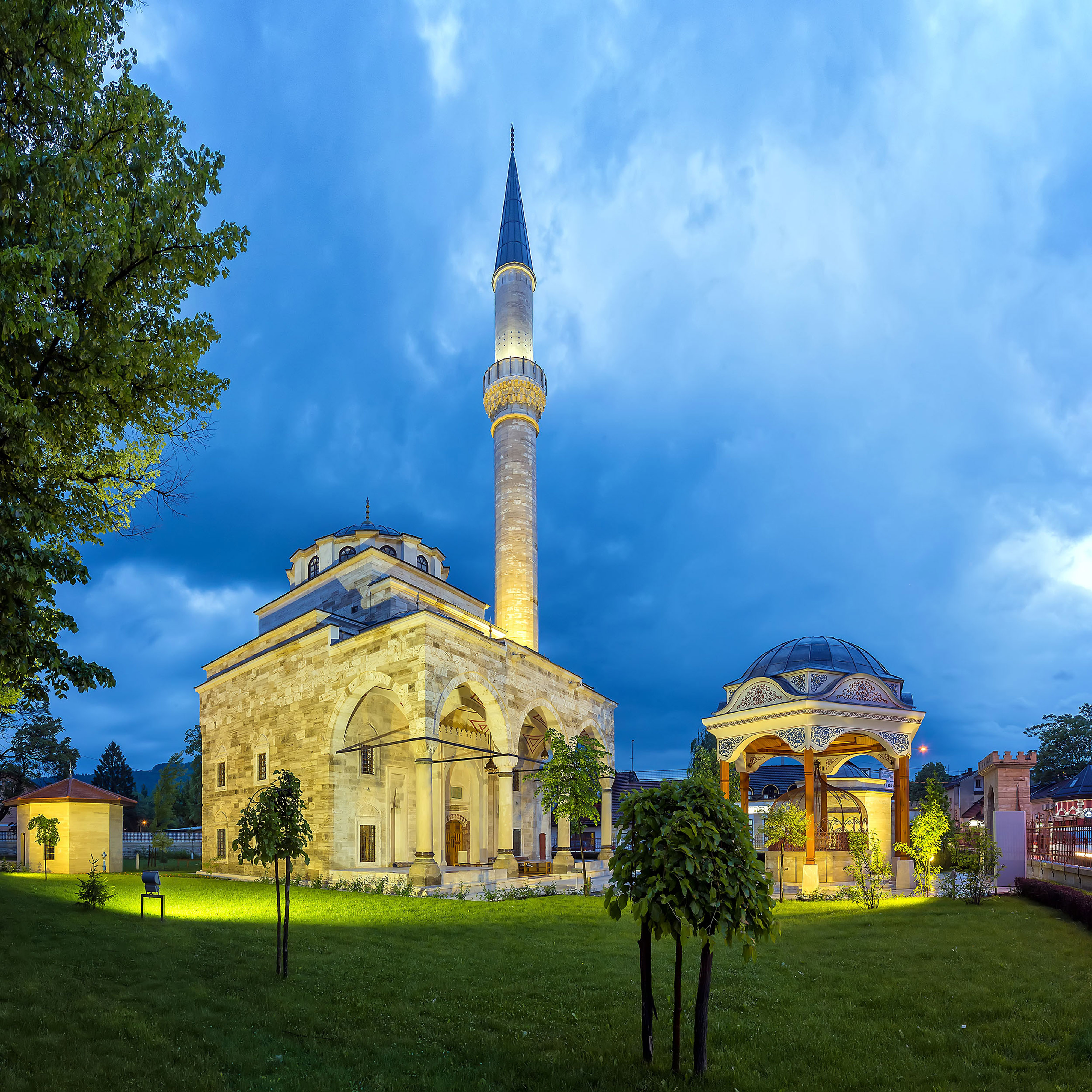
مسجد فرهات پاشا در بانو لوکا ، ۱۵۷۹ (بازسازی شده در سال ۲۰۱۶)
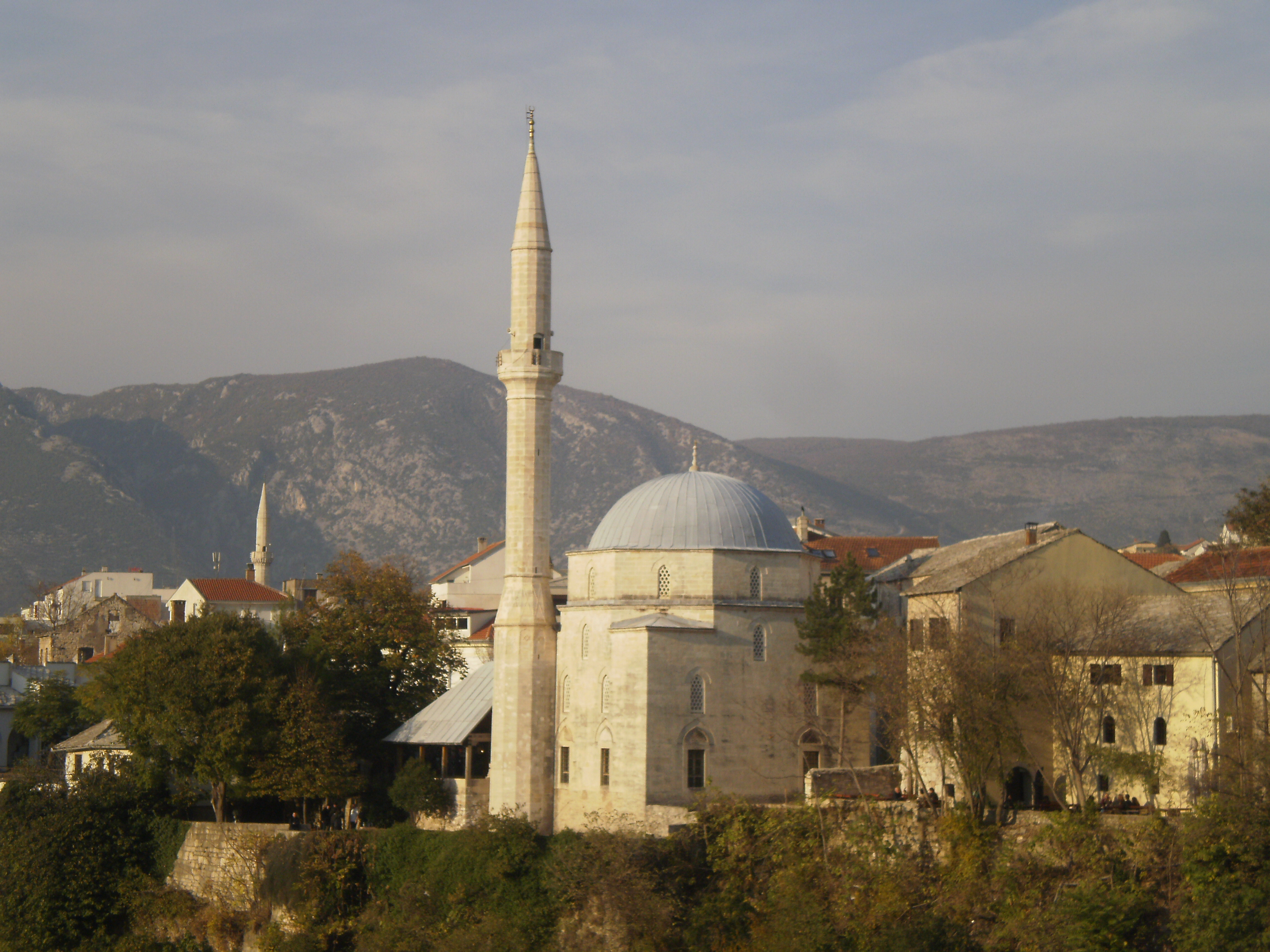
مسجد ، موستار ، ۱۶۱۷
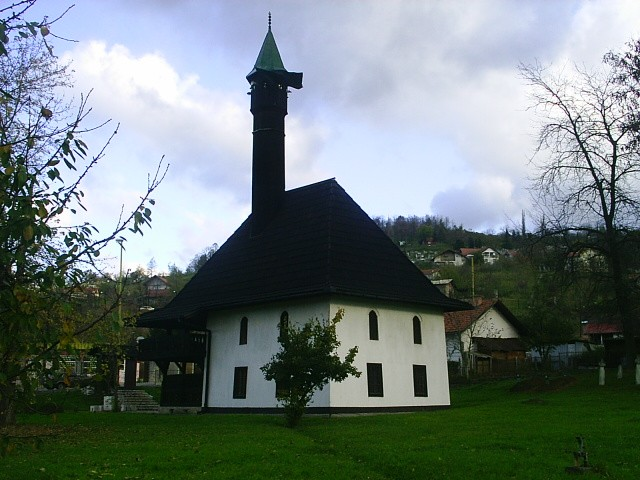
مسجد چوبی ، توزلا ، از قرن هجدهم

### دوران اتریش-مجارستان
بوسنی، به همراه آلبانی و کوزوو تنها مناطقی از امپراتوری عثمانی در بالکان بودند که تعداد زیادی از مردم به اسلام گرویدند و پس از استقلال در آنجا باقی ماندند. در مناطق دیگر امپراتوری عثمانی سابق که مسلمانان اکثریت را تشکیل می‌دادند یا درحال گسترش بودند، این مسلمانان یا اخراج شدند، یا همسان شدند (مسیحی شدند)، یا مورد قتل‌عام قرار گرفتند، یا به جای دیگری فرار و مهاجرت کردند.

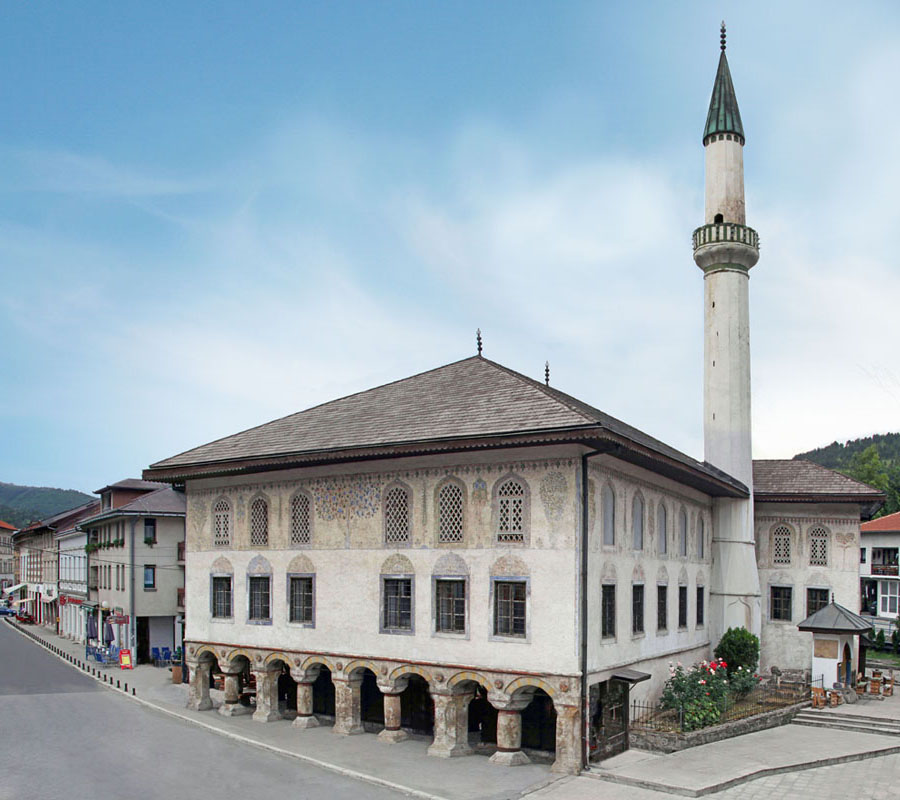
مسجد ، تراونیک ، ۱۸۱۵ ساخته شده‌است
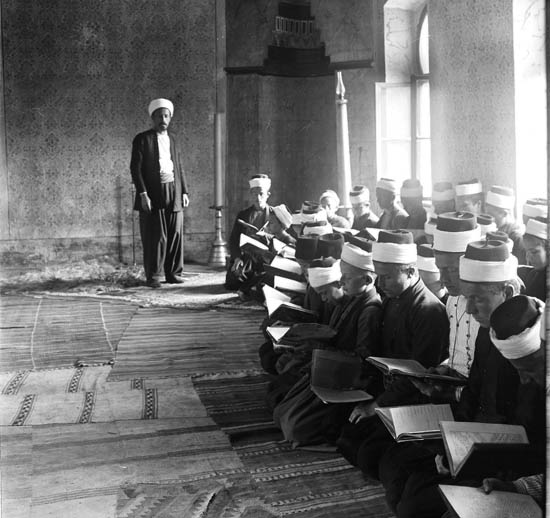
مدرسه بوسنی حدود ۱۹۰۶
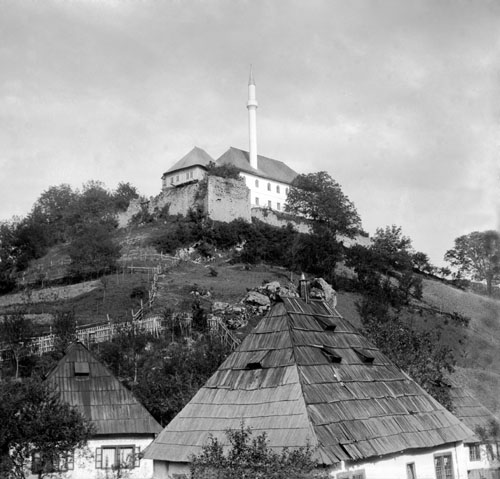
مسجد ، Cazin , ca. 1906
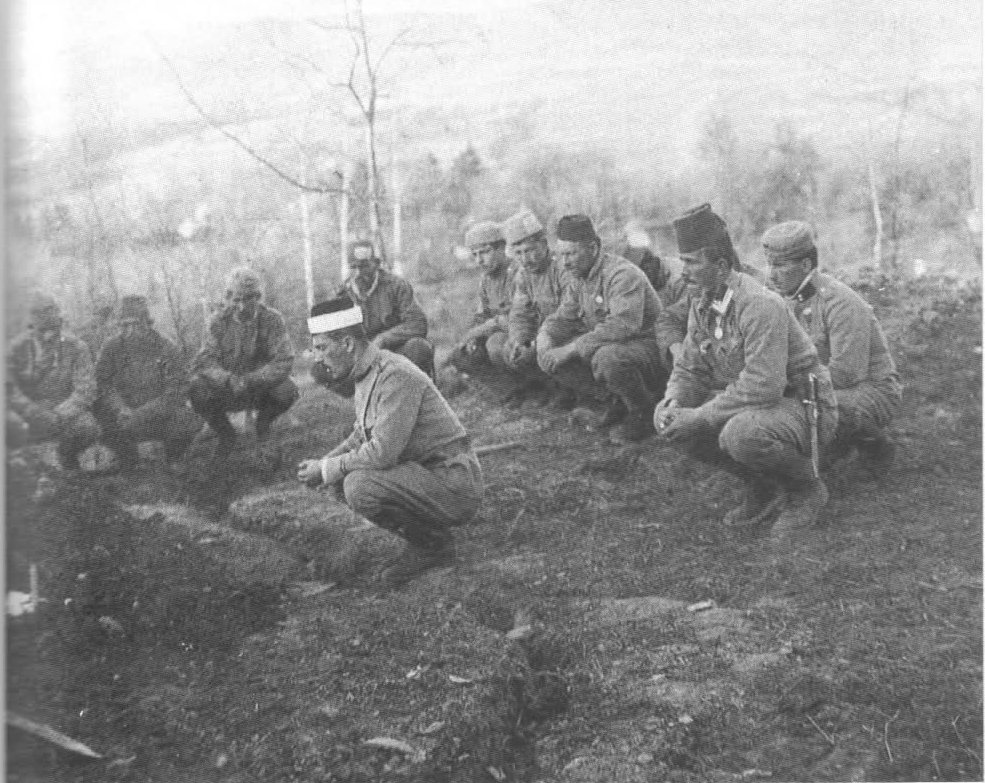
امام نظامی بوسنیایی در ارتش اتریش-مجارستان

### جنگ در بوسنی و هرزگوین

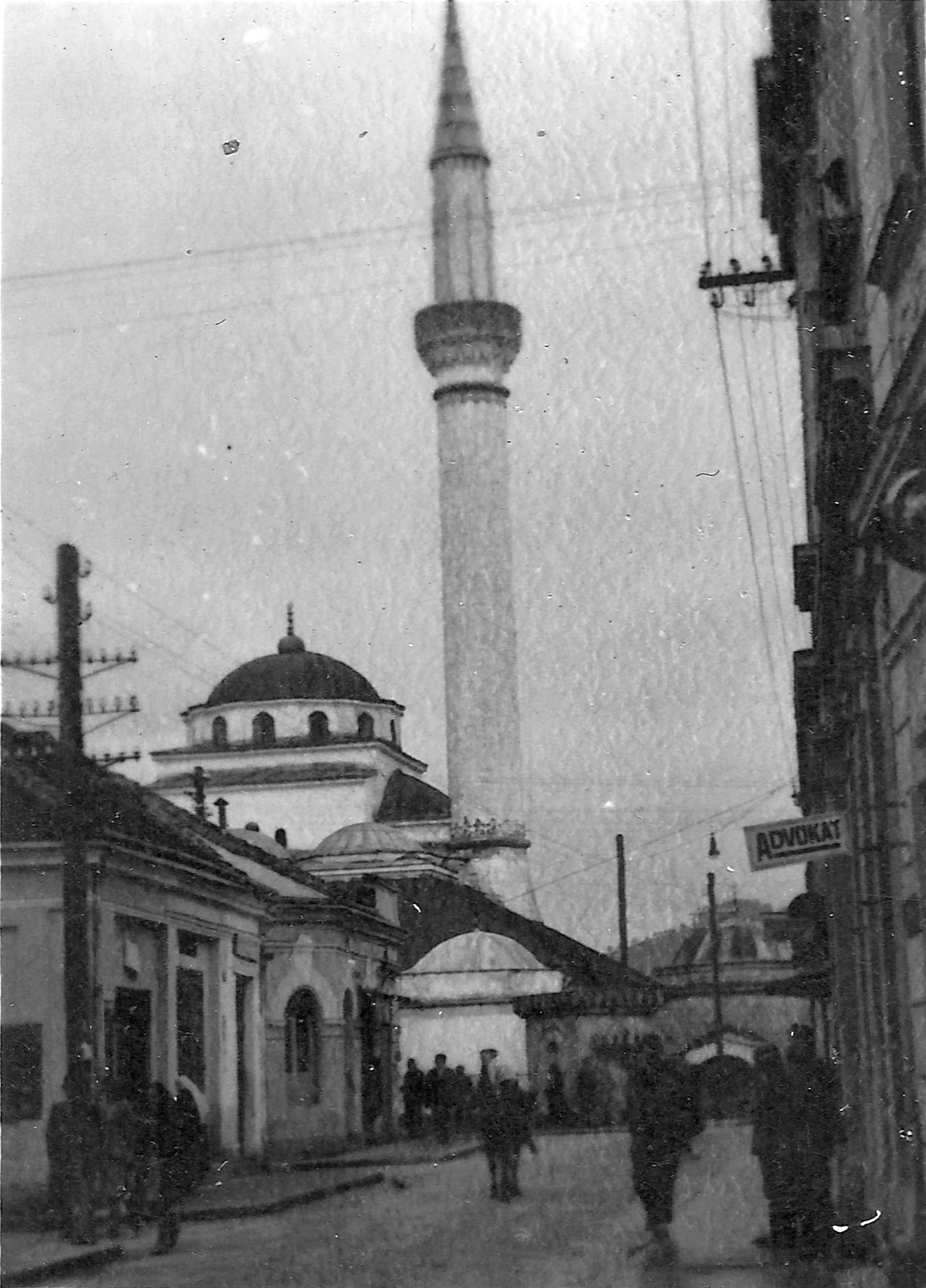
در سال ۱۵۷۹، مسجد فرهادیا در بانجا لوکا توسط افراط گرایان صرب در طول جنگ ساخته شد. در ۷ مه ۲۰۱۶ بازسازی و افتتاح شد.

پاکسازی قومی مسلمانان بوسنیایی در طول جنگ بوسنی باعث آوارگی عمیق داخلی جمعیت آنها در بوسنی و هرزگوین شد و در نتیجه تقسیم تقریباً کامل جوامع مذهبی این کشور به مناطق قومی-مذهبی جداگانه صورت گرفت. میزان بازگشت پناهندگان به‌طور قابل توجهی تا ۲۰۰۳–۲۰۰۴ کاهش یافته‌است، و اکثر پیروان ارتدکس صربستان که در جمهوری سرپسکا زندگی می‌کنند و اکثر مسلمانان و کاتولیک‌ها هنوز در فدراسیون بوسنی و هرزگوین زندگی می‌کنند. در داخل فدراسیون، مناطق مشخص مسلمان و کاتولیک باقی مانده‌است. با این حال، بازگشت طرفداران و مسلمانان ارتدکس صربستان به خانه‌های خود قبل از جنگ در کانتون بوسنی غربی و مسلمانان به خانه‌های خود قبل از جنگ در شرق بوسنی در نزدیکی سربرنیتسا باعث تغییر ترکیب قومی-مذهبی در هر دو منطقه شده‌است. در سراسر بوسنی، مساجد در جنگ بوسنی طی دهه ۹۰ توسط نیروهای مسلح صرب و کروات به‌طور سیستماتیک تخریب می‌شد. بسیاری از ساختمانها آسیب دیده یا تخریب شده‌اند، یعنی تا ۸۰٪ از بیش از ۴۰۰۰ ساختمان مختلف اسلامی قبل از جنگ. از جمله مهمترین خسارات، دو مسجد در بانیا لوکا، آرناودیا و مسجد فرهادیا بودند که در ثبت آثار فرهنگی جهان در یونسکو ثبت شدند. امروز آنها، همراه با بسیاری دیگر از میراث حفاظت شده بوسنی و هرزگوین هستند.
| مسجد جماعت (Džamija)         | ۲۴۹ | ۵۸  | ۵۴۰   | ۸۰  | ۳۰۷ | ۶۲۰   | ۹۲۷  | ۱٫۱۴۹ | ۸۱٪ |  |  |  |  |  |
| مسجد محله کوچک (Mesdžid)     | ۲۱  | ۲۰  | ۱۷۵   | ۴۳  | ۴۱  | ۲۱۸   | ۲۵۹  | ۵۵۷   | ۴۷٪ |  |  |  |  |  |
| مدارس قرآن (مکتب)            | ۱۴  | ۴   | ۵۵    | ۱۴  | ۱۸  | ۶۹    | ۸۷   | ۹۵۴   | ۹٪  |  |  |  |  |  |
| لژهای درویشی (تکیا)          | ۴   | ۱   | ۳     | ۱   | ۵   | ۴     | ۹    | ۱۵    | ۶۰٪ |  |  |  |  |  |
| Mausolea، زیارتگاه (تورب)    | ۶   | ۱   | ۳۴    | ۳   | ۷   | ۳۷    | ۴۴   | ۹۰    | ۴۹٪ |  |  |  |  |  |
| بناهای موقوفات مذهبی (واکوف) | ۱۲۵ | ۲۴  | ۳۴۵   | ۶۰  | ۱۴۹ | ۴۰۵   | ۵۵۴  | ۱٫۴۲۵ | ۳۹٪ |  |  |  |  |  |
| جمع                          | ۴۱۹ | ۱۰۸ | ۱٬۱۵۲ | ۲۰۱ | ۵۲۷ | ۱٬۳۵۳ | ۱۸۸۰ | ۴٬۱۹۰ | ۴۵٪ |  |  |  |  |  |
|                              |     |     |       |     |     |       |      |       |     |  |  |  |  |  |

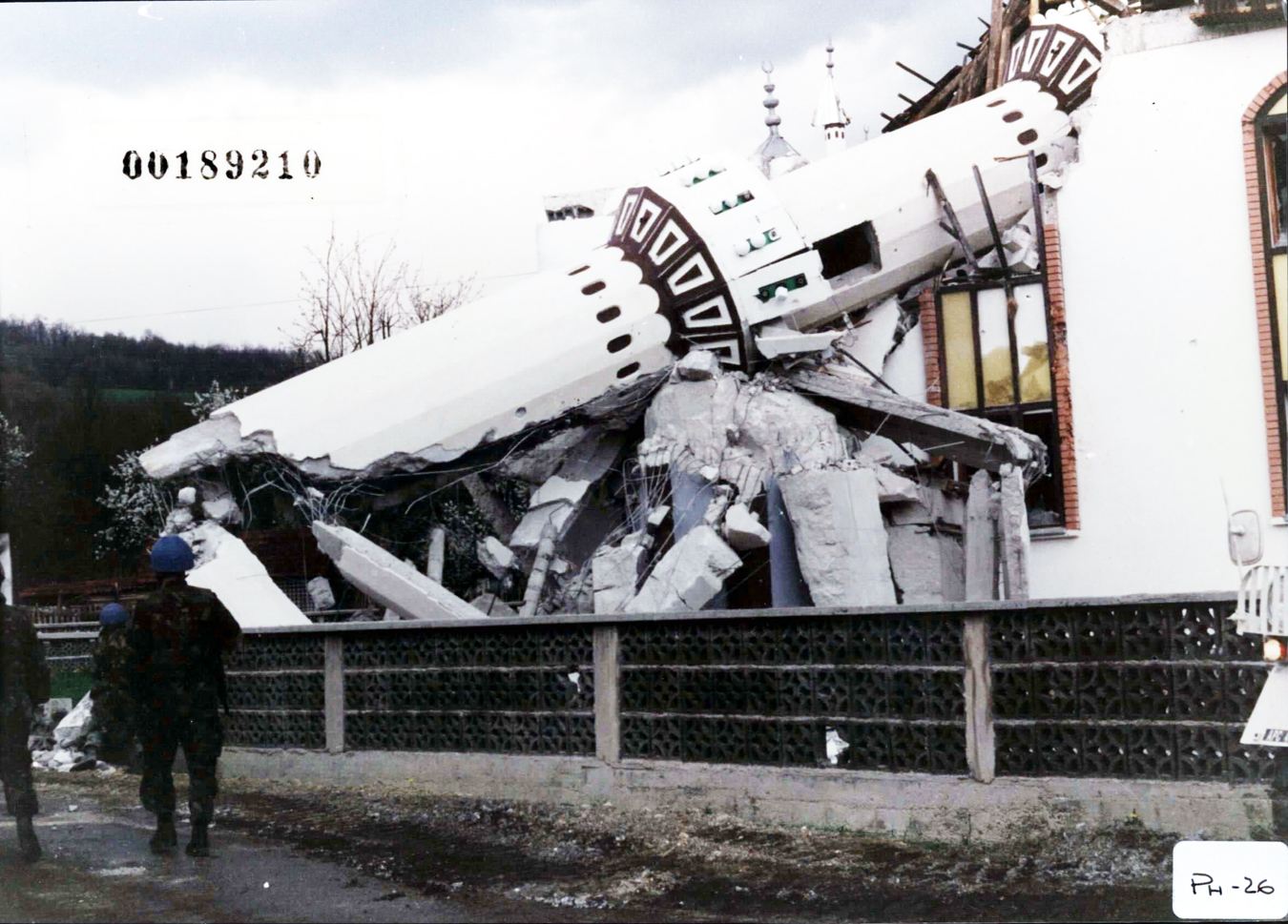
مسجدی که در طی کشتار اهمیچی در سال ۱۹۹۳ ویران شد
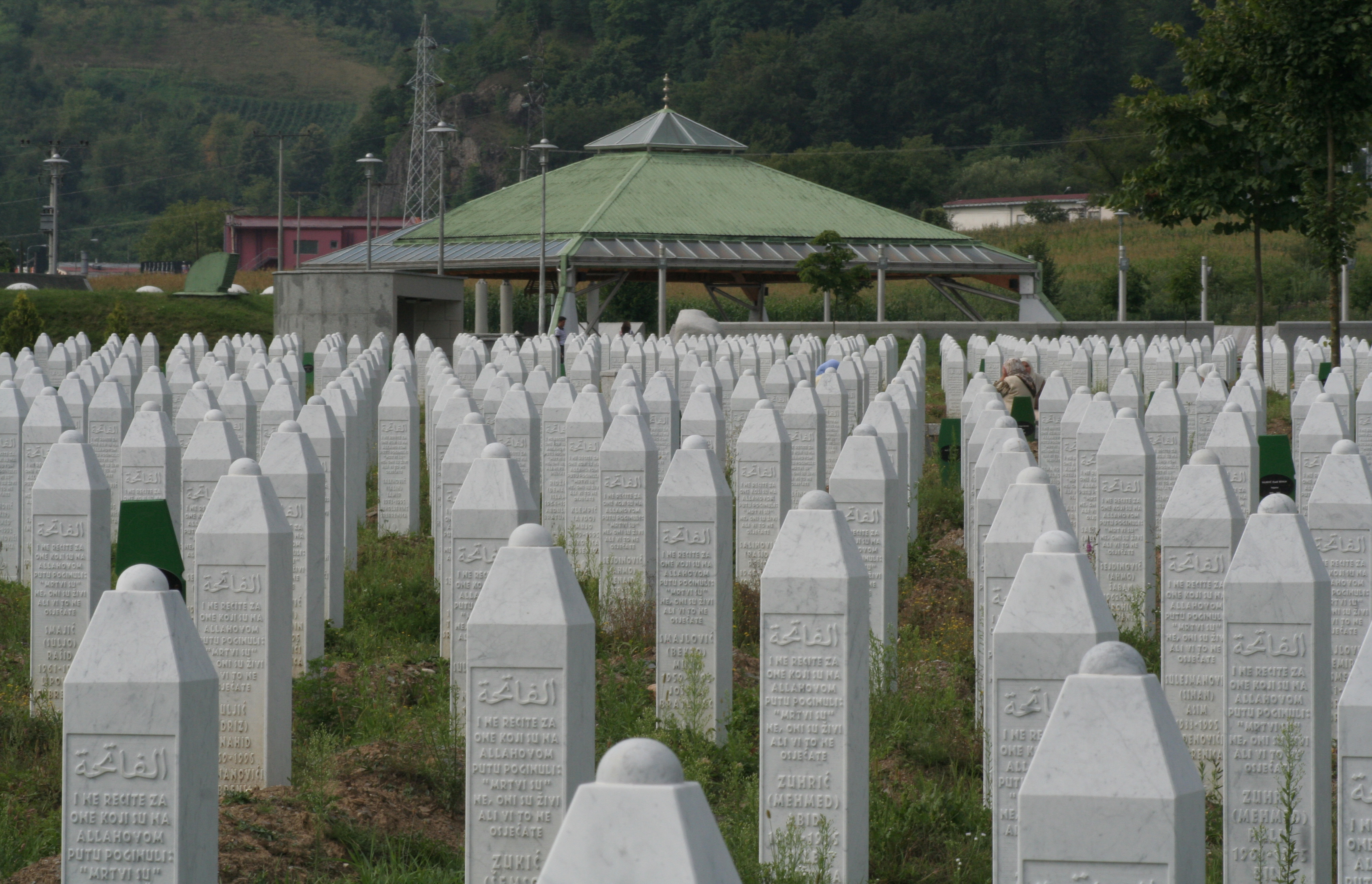
سنگ قبرهای مسلمانان در یادبود نسل کشی Potočari در نزدیکی Srebrenica
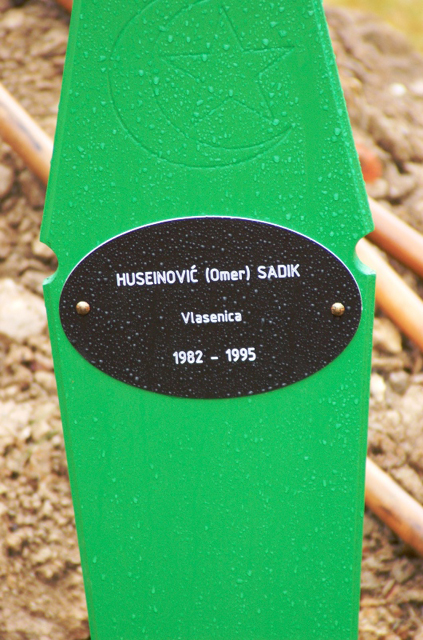
قبرگذار پسر ۱۳ ساله مسلمان در کشتار سربرنیتسا در سال 1995 کشته شد
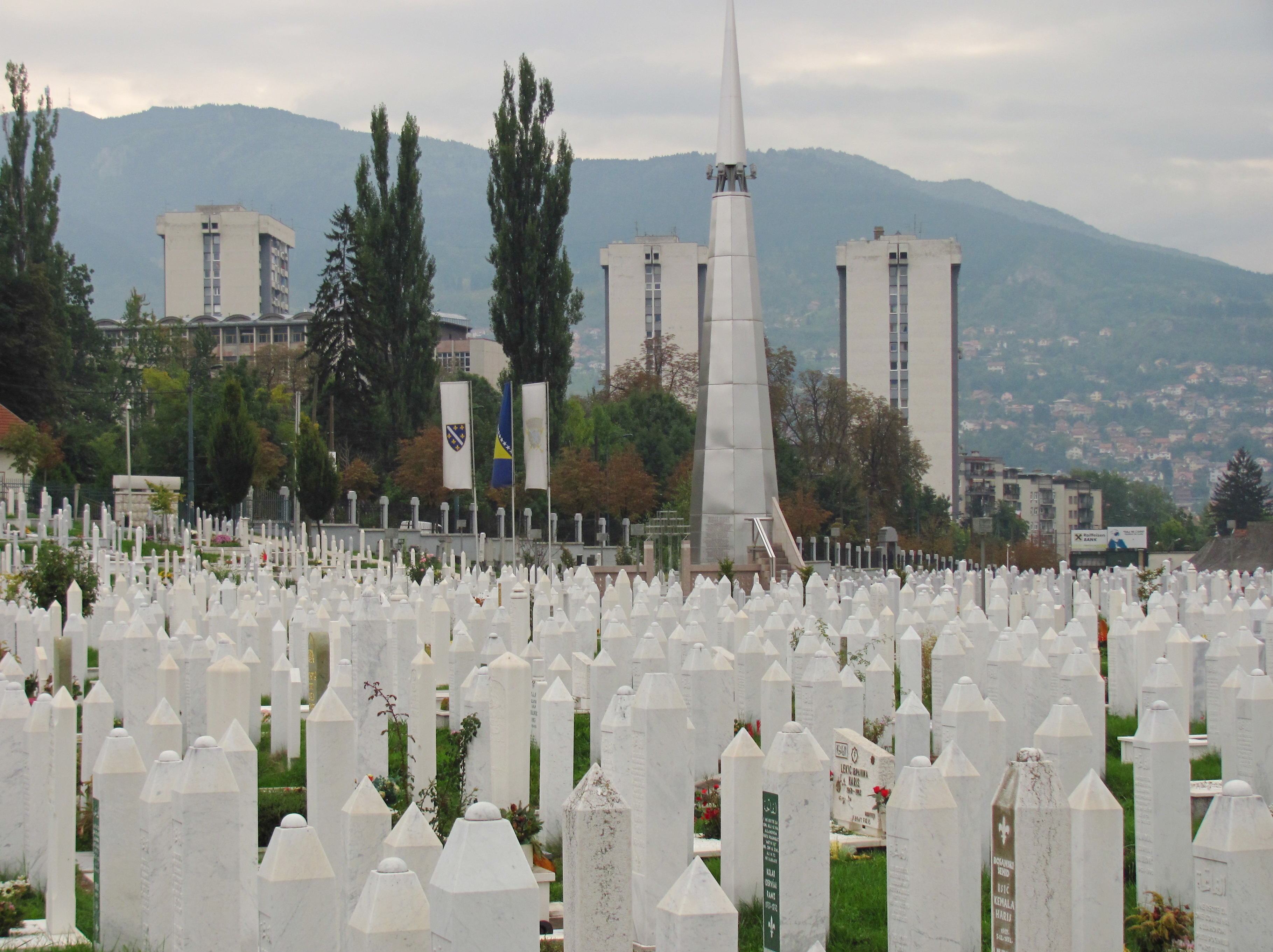
قبرستان مسلمانان ، سارایوو

### دوره پس از جنگ
بسیاری از بناهای مذهبی اسلامی در جنگ بوسنی طی دهه ۹۰ آسیب دیدند و تخریب شدند، تا ۸۰٪ از بیش از ۴۰۰۰ ساختمان مختلف و چندین مسجد با کمک بودجه عربستان سعودی و سایر کشورها از خاورمیانه و شرق آسیا ترمیم شد.

از نظر تاریخی، مسلمانان بوسنی همیشه نوعی از اسلام را اجرا می‌کردند که به شدت تحت تأثیر تصوف است. با این وجود، از زمان جنگ بوسنی، برخی از بازماندگان گروه‌های جنگجویان خارجی از خاورمیانه که در کنار ارتش بوسنی می‌جنگیدند، برای مدتی باقی ماندند و تلاش کردند تا وهابیت را در میان مردم محلی گسترش دهند. با موفقیت بسیار محدود، این بیگانگان فقط در بین مسلمانان محلی که در عمل به آیین سنتی خود اعتقاد داشتند، و بدون هیچ گونه ارتباط قبلی با این فشار در اسلام و خود، اصطکاک ایجاد کردند.

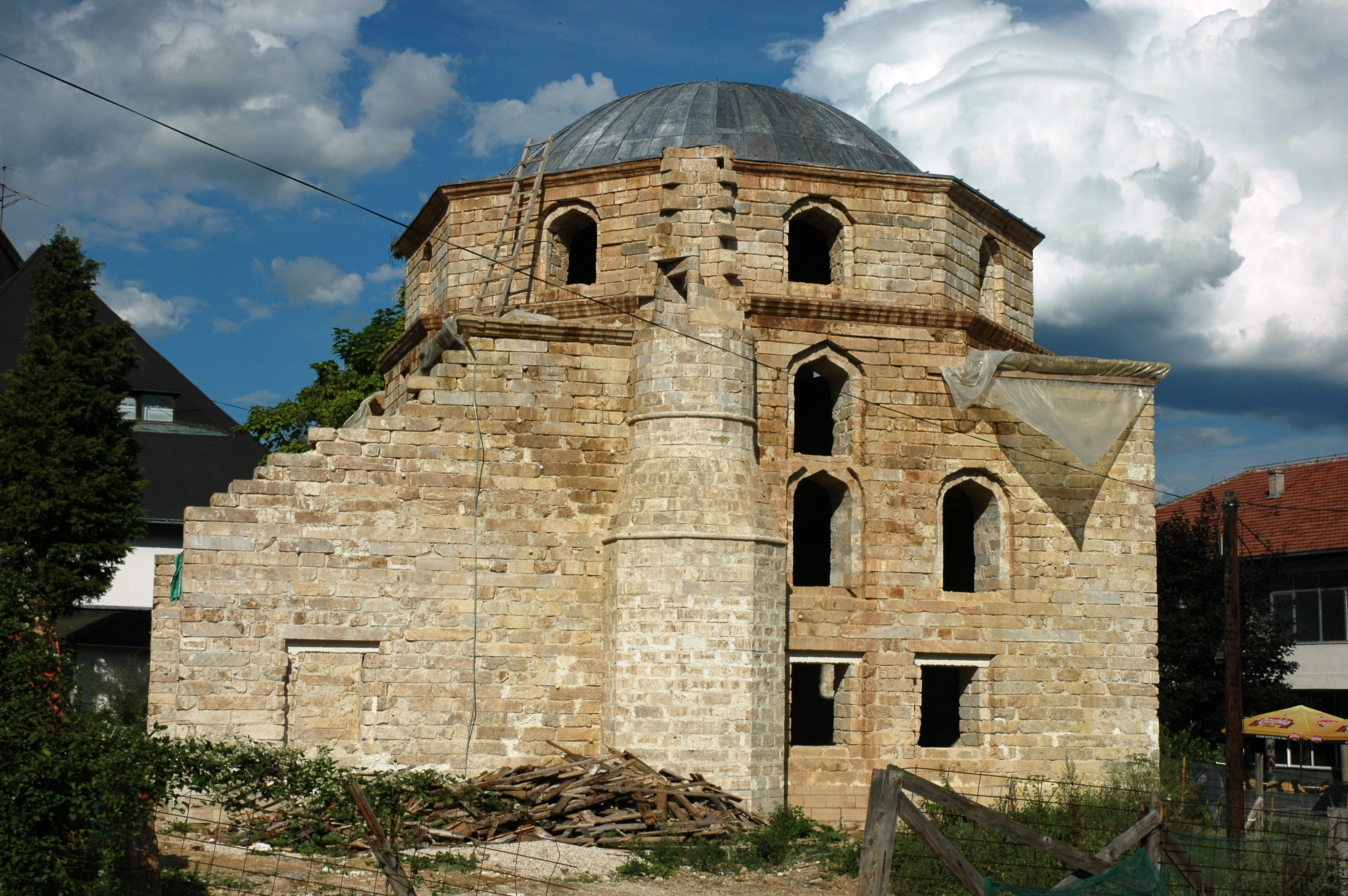
مسجد قدیمی جاجس در دست بازسازی (۲۰۰۸)
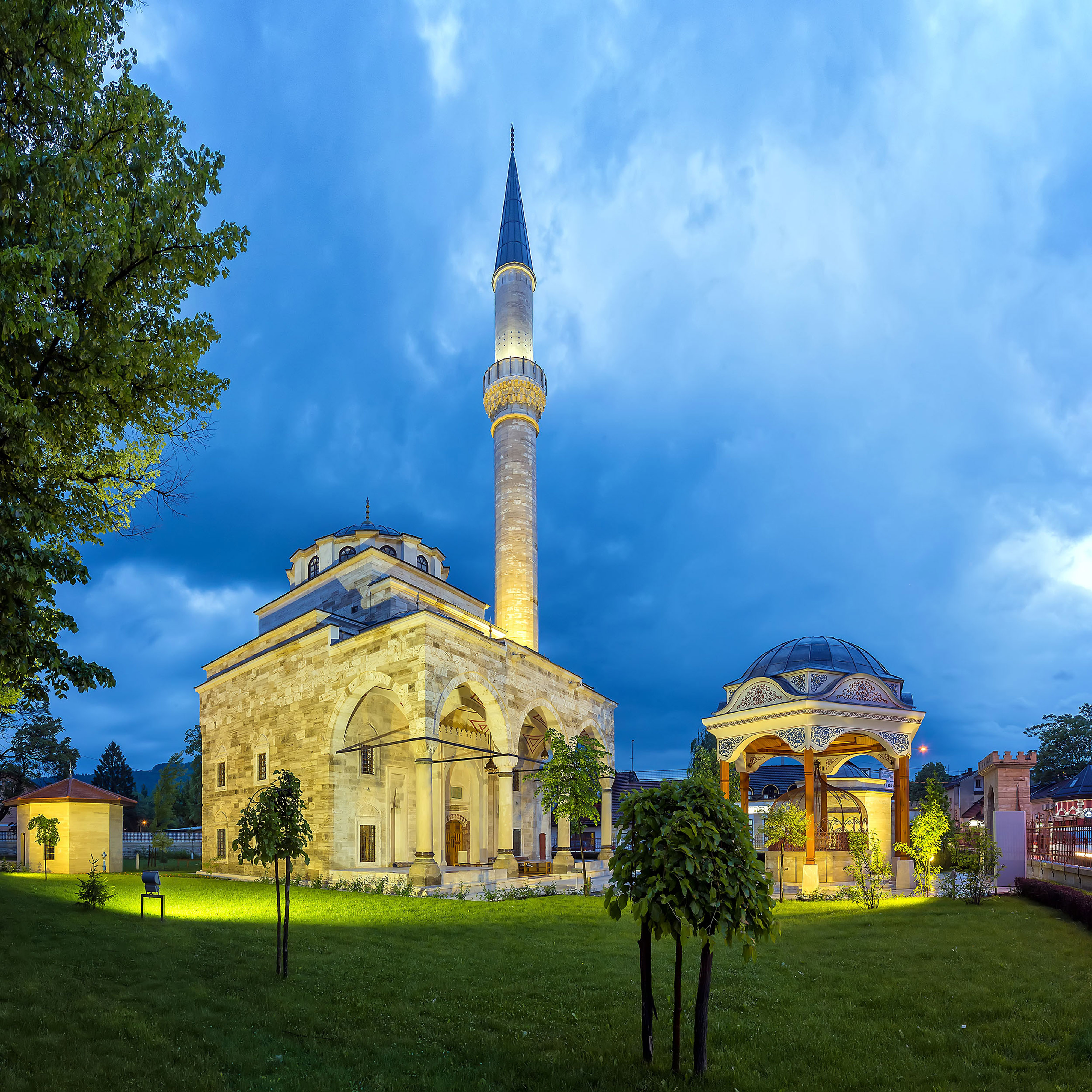
مسجد فرهات پاشا در بانی لوکا ، ۱۵۷۹ (بازسازی شده در سال ۲۰۱۶)

## جمعیت‌شناسی
در سرشماری سال ۲۰۱۳ میلادی، وابستگی مذهبی جمعیت اعلام شد: اسلام (۱٬۷۹۰٬۴۵۴ نفر) و مسلمان (۲۲٬۰۶۸ نفر). اسلام یک میلیون و ۸۰۰ هزار هوادار دارد که تقریباً ۵۱ درصد از جمعیت بوسنی و هرزگوین را تشکیل می‌دهند. شهرداری‌های بوژیم (۹۹/۷ درصد) و تئوساک (۹۹/۷ درصد) بیشترین سهم مسلمانان را در بوسنی و هرزگوین دارند.

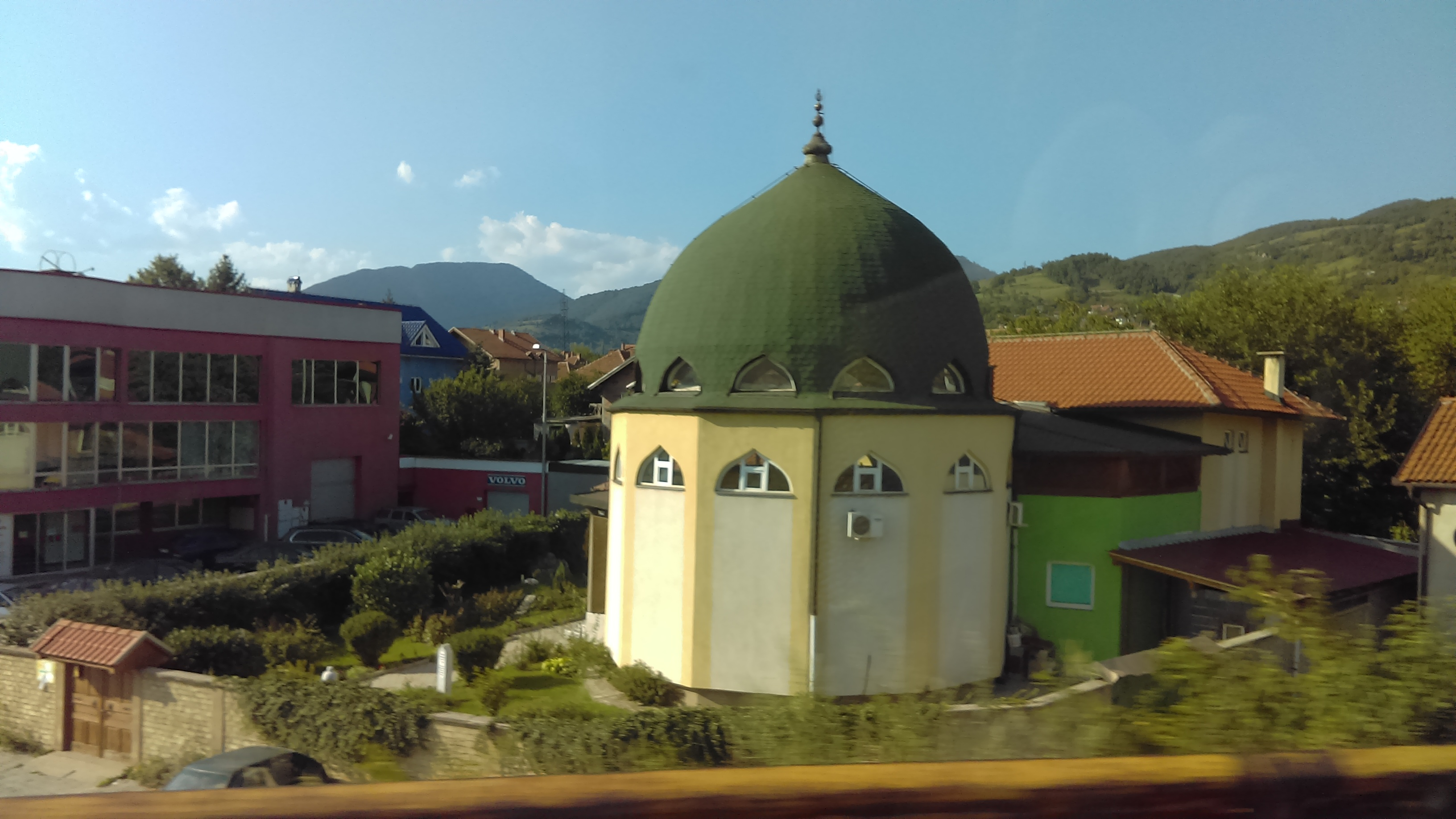
Tekija of Pehare، Zenica